# 黒羽須賀川テレビ中継局
座標: 北緯36度49分06.7秒 東経140度14分48.2秒 / 北緯36.818528度 東経140.246722度
黒羽須賀川テレビ中継局（くろばねすかがわテレビちゅうけいきょく）は、栃木県大田原市の旧那須郡黒羽町域に置かれているテレビ中継局である。

## 概要
- 当テレビ中継局は、大田原市須賀川字大久保の須賀川小学校旧校舎東の山に置かれ、旧黒羽町須賀川地区から平渡土地区の大方県道13号線沿線地域へ電波を発射している。

## 中継局概要

### デジタルテレビ
| リモコンキーID | 放送局名            | 物理チャンネル | 空中線電力 | ERP   | 放送対象地域 | 放送区域内世帯数 | 偏波面   |
| 1              | NHK宇都宮総合テレビ | 37ch           | 50mW       | 340mW | 栃木県       | 213世帯          | 水平偏波 |
| 2              | NHK東京教育テレビ   | 38ch           | 50mW       | 340mW | 全国         | 213世帯          | 水平偏波 |
| 3              | GYTとちぎテレビ     | 41ch           | 50mW       | 330mW | 栃木県       | 213世帯          | 水平偏波 |
| 4              | NTV日本テレビ       | 48ch           | 50mW       | 320mW | 関東広域圏   | 213世帯          | 水平偏波 |
| 5              | EXテレビ朝日        | 51ch           | 50mW       | 320mW | 関東広域圏   | 213世帯          | 水平偏波 |
| 6              | TBSテレビ           | 49ch           | 50mW       | 320mW | 関東広域圏   | 213世帯          | 水平偏波 |
| 7              | TXテレビ東京        | 52ch           | 50mW       | 320mW | 関東広域圏   | 213世帯          | 水平偏波 |
| 8              | CXフジテレビ        | 50ch           | 50mW       | 320mW | 関東広域圏   | 213世帯          | 水平偏波 |

- 2010年12月24日の開局。
- 放送エリアは、大田原市の旧黒羽町域の一部。
- 出力については、アナログ換算で500mW相当となる為、事実上の減力となる。
- NHK総合テレビの県域放送は、2012年4月1日から実施。

### アナログテレビ
| 放送局名          | チャンネル | 空中線電力        | ERP                | 放送対象地域 | 放送区域内世帯数 | 偏波面   |
| NHK東京総合テレビ | 43ch       | 映像1W /音声250mW | 映像4.5W /音声1.1W | 関東広域圏   | -世帯            | 水平偏波 |
| NHK東京教育テレビ | 45ch       | 映像1W /音声250mW | 映像4.5W /音声1.1W | 全国         | -世帯            | 水平偏波 |

- 民放は、周辺地域の中継局からの電波を受信。
- 2011年7月24日をもってすべて廃止された。